# マウォポルスカ・ピャスト家

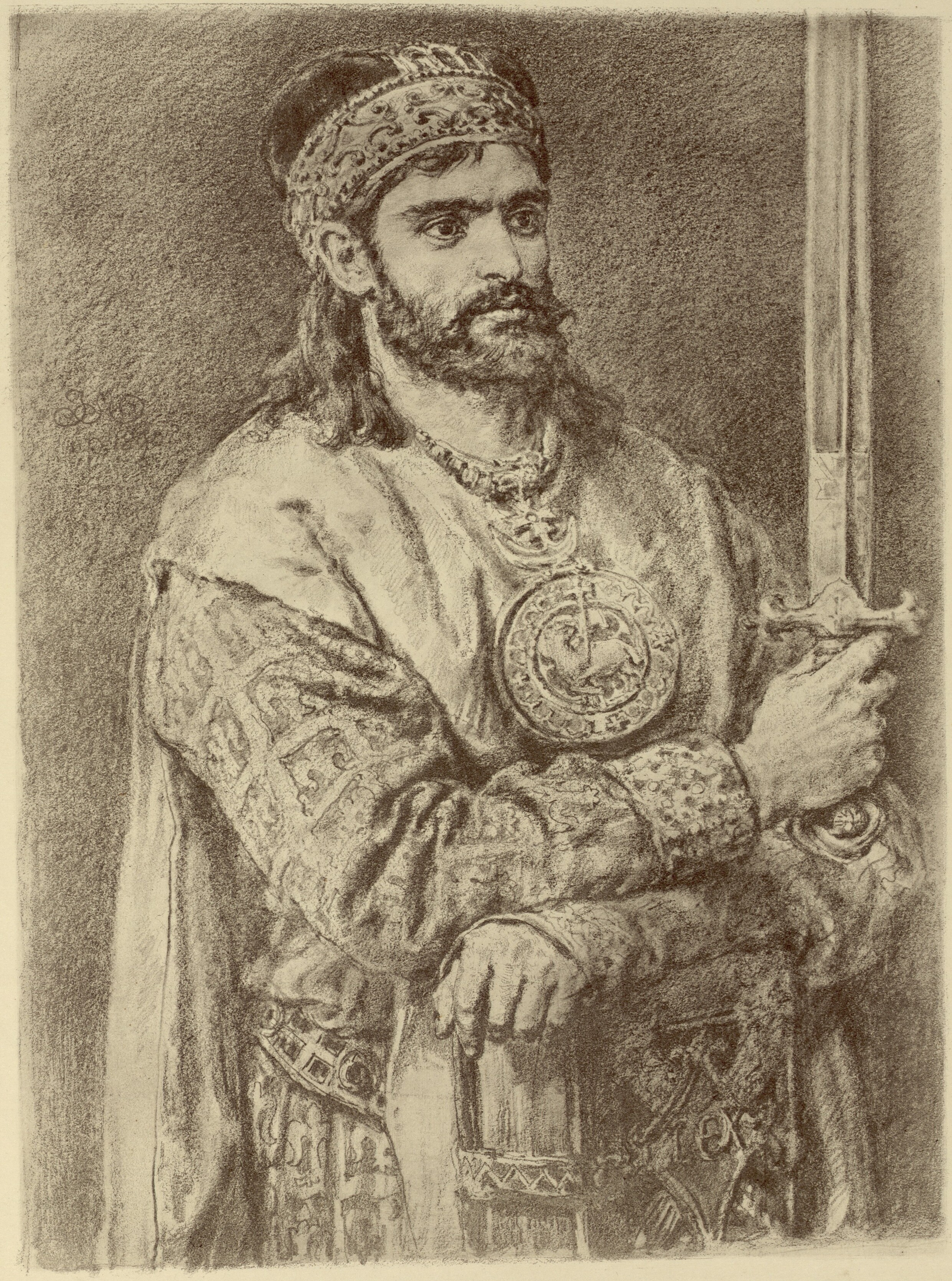
カジミェシュ2世正義公

マウォポルスカ・ピャスト家（Piastowie małopolscy）は、ポーランドのピャスト家の分枝の一つ。カジミェシュ2世正義公を始祖とし、マウォポルスカ公国とサンドミェシュ公国を領有した。
カジミェシュ2世正義公は1177年にポーランド君主（クラクフ公）となり、1180年に教会に対する政治的譲歩の見返りとして、自分とその子孫がクラクフ公国の世襲君主となる権限を与えられた。しかし後継者となったレシェク1世白公はピャスト家の他の有力諸公に何度もポーランド君主の座を追われ、1227年に暗殺されている。その遺児ボレスワフ5世純潔公は、1243年から1279年まで36年のあいだポーランド君主の地位を保ったが、子供に恵まれず、1279年の彼の死によってマウォポルスカ公家は絶えた。ただし、カジミェシュ正義公の末息子コンラト1世の子孫である分家筋のマゾフシェ公家は、16世紀まで存続した。
|                                 |                                 |                                 |                                 |                                   |                                   |                                      |                                      | カジミェシュ2世 1138年 - 1194年      |                                      |                                 |                                 |                                 |                                 |                                  |                                  |                                  |                                  |                                    |                                    |
|                                 |                                 |                                 |                                 |                                   |                                   |                                      |                                      |                                      |                                      |                                 |                                 |                                 |                                 |                                  |                                  |                                  |                                  |                                    |                                    |
|                                 |                                 |                                 |                                 |                                   |                                   |                                      |                                      |                                      |                                      |                                 |                                 |                                 |                                 |                                  |                                  |                                  |                                  |                                    |                                    |
| マリア 1162/1166年 - 1179年以後 | マリア 1162/1166年 - 1179年以後 | マリア 1162/1166年 - 1179年以後 | マリア 1162/1166年 - 1179年以後 | カジミェシュ 1162/1168年 - 1168年 | カジミェシュ 1162/1168年 - 1168年 | ボレスワフ 1168/1171年 - 1182/1183年 | ボレスワフ 1168/1171年 - 1182/1183年 | ボレスワフ 1168/1171年 - 1182/1183年 | ボレスワフ 1168/1171年 - 1182/1183年 | オドン 1180年頃 - ?             | オドン 1180年頃 - ?             | アデライダ 1180年頃 - 1211年    | アデライダ 1180年頃 - 1211年    | レシェク1世 1184/1185年 - 1227年 | レシェク1世 1184/1185年 - 1227年 | レシェク1世 1184/1185年 - 1227年 | レシェク1世 1184/1185年 - 1227年 | コンラト1世 マゾフシェ・ピャスト家 | コンラト1世 マゾフシェ・ピャスト家 |
|                                 |                                 |                                 |                                 |                                   |                                   |                                      |                                      |                                      |                                      |                                 |                                 |                                 |                                 |                                  |                                  |                                  |                                  |                                    |                                    |
|                                 |                                 |                                 |                                 |                                   |                                   |                                      |                                      |                                      |                                      |                                 |                                 |                                 |                                 |                                  |                                  |                                  |                                  |                                    |                                    |
|                                 |                                 |                                 |                                 |                                   |                                   |                                      |                                      |                                      |                                      | サロメア 1211/1212年頃 - 1268年 | サロメア 1211/1212年頃 - 1268年 | サロメア 1211/1212年頃 - 1268年 | サロメア 1211/1212年頃 - 1268年 | ボレスワフ5世 1226年 - 1279年    | ボレスワフ5世 1226年 - 1279年    | ボレスワフ5世 1226年 - 1279年    | ボレスワフ5世 1226年 - 1279年    |                                    |                                    |